# Cetoconchidae
De Cetoconchidae is een familie van tweekleppigen uit de orde Anomalodesmata.

## Geslacht
- Cetoconcha Dall, 1886